# シュテファニー・ツー・ホーエンローエ＝ヴァルデンブルク＝シリングスフュルスト
シュテファニー・ツー・ホーエンローエ＝ヴァルデンブルク＝シリングスフュルスト（Stéphanie Prinzessin zu Hohenlohe-Waldenburg-Schillingsfürst, 1891年9月16日 ウィーン - 1972年6月13日 ジュネーヴ）は、ハンガリー国籍のオーストリア貴族女性、スパイ。ユダヤ系の出自でありながら、第二次世界大戦勃発直前までナチス・ドイツ政府の対英協調工作のための諜報活動に従事した。

## 生涯
北モラヴィア出身の裕福な弁護士ヨハン・セバスティアン・リヒターと、その妻でプラハのユダヤ系旧家出身であるルドミラ・クランダの間の次女シュテファニー・マリア・ヴェロニカ・ユリアーナ・リヒター（Stéphanie Maria Veronika Juliana Richter）として生まれた。洗礼名はオーストリア皇太子妃シュテファニーに因んでいる。実父はユダヤ人金融業者だとする説もある。寄宿学校や音楽学校で当時の良家の娘にありがちな教育を授けられた。幼い頃から上昇志向が強く、14歳頃に父の上流階級の顧客の1人だったフランツィスカ・フォン・メッテルニヒ侯女の邸宅に出入りする機会を手に入れ、またグムンデンの美人コンテストで優勝して有名になり、貴族の求婚者が次々と現れるようになった。
1911年、オーストリア皇帝フランツ・ヨーゼフ1世の娘婿フランツ・サルヴァトール大公と知り合って愛人関係となった。1914年に大公の子供を妊娠すると、皇帝の取り計らいにより、1914年5月12日にロンドンのウェストミンスター大聖堂でホーエンローエ＝ヴァルデンブルク＝シリングスフュルスト侯子フリードリヒ・フランツと結婚する。この結婚は夫の属するホーエンローエ家からは平民女性との貴賤結婚とされた。そして同年12月5日に息子を出産し、夫の実子として届け出た。第一次世界大戦中は赤十字社の看護婦として東部戦線やイタリア戦線に派遣された。大戦敗北と同時にオーストリア＝ハンガリー（二重帝国）が崩壊すると、夫とともにハンガリー国籍を選択したものの、1920年には離婚した。
1925年、経済的に困窮する中でイギリス新聞業界の大物ロザミア子爵と知り合い、欧州大陸の社交界における彼の代理人を務めることで収入を得るようになる。1932年までは、ロザミア卿による一連のハンガリー・キャンペーン（トリアノン条約改正運動、王政復古構想）を、政界要人などへの使者として支えた。
1933年以降、ロザミア卿がドイツの政権党となったNSDAP（ナチ党）の首相（のち総統）アドルフ・ヒトラーと友好関係を持つようになると、卿の使者としてベルリンのドイツ首相官邸に出入りし、数多くのナチ要人に顔が知れるようになる。やがてヒトラーの副官フリッツ・ヴィーデマン、駐英大使（のち外務大臣）ヨアヒム・フォン・リッベントロップらに協力して、ドイツ政府による様々な対英宥和工作を成功させた。彼女のユダヤ人の出自はよく知られた事実だったにもかかわらず、ヒトラーのそば近くに仕え、総統から「親愛なるプリンセス（liebe Prinzessin）」と呼ばれていた。1937年、ヒトラーの推薦でドイツ赤十字名誉勲章を受けた。1938年6月10日には黄金ナチ党員バッジを授けられた。これはヒトラーが彼女に「名誉アーリア人（Ehrenarierin）」としての地位を認めたことを意味し、この出来事はヒトラー周辺の人々を憤慨させた。
1938年3月のオーストリア併合（アンシュルス）直後、ヒトラーやヘルマン・ゲーリングにイギリス外相ハリファックス伯爵を紹介した褒美として、ザルツブルク州政府がマックス・ラインハルトから没収したレオポルツクローン城の使用権を与えられた。彼女は国費から出る莫大な費用をかけて城を改築し、政治家や外交官を迎えてサロンを主宰した。城にはズデーテン問題の調停役として派遣されたイギリスの政治家 ランシマン子爵が招かれ、この訪問はランシマン卿がズデーテン・ドイツ人党の主張を支持する報告をネヴィル・チェンバレン内閣に提出するうえで影響力を持ったと考えられている。
また親ドイツ的なイギリスの貴族層・上流階級とも強いコネクションを持ち、英独友好協会の名誉会員にも選ばれた。
ヴィーデマンとは1936年頃から愛人関係にあり、彼の政治活動を裏で支えた。1937年10月のウィンザー公爵夫妻のドイツ訪問では、訪問行事の責任者だったヴィーデマンに手を貸した。また1938年7月にヴィーデマンがゲーリングからの密命を帯びてロンドンを訪問し、英外相ハリファックス卿とズデーテン問題について会談した際も、この会見が実現するよう調整する役割を担った。しかし1939年1月にヴィーデマンが失脚すると、その愛人だったシュテファニーもイギリス諜報部に情報を流す二重スパイとの容疑がかけられ、民族的な出自についての調査も進められた。このため同月末にはドイツを出国してロンドンに移るが、ドイツのスパイとして非難され、ロザミア卿にも見捨てられたため、1939年12月にアメリカ合衆国に移った。合衆国でもドイツのスパイとしてFBIの監視を受けて生活した。
1941年12月、合衆国が第二次世界大戦に参戦すると同時に敵性外国人として逮捕され、ドイツ人強制収容所で4年間の収容生活を送った。戦後はスイスに居を移し、ヘンリー・ナネンやアクセル・シュプリンガーといったドイツ新聞業界の大物の下で女性記者として働いた。1972年、胃潰瘍の手術中に死去した。

## 子女
オーストリア皇族のフランツ・サルヴァトール大公との間に息子を1人もうけた。息子は夫フリードリヒ・フランツの実子として認知された。
- フランツ・ヨーゼフ・ルドルフ・ハンス・ヴェーリアント・マックス・シュテファン・アントン（Franz Josef Rudolf Hans Weriand Max Stefan Anton, 1914年 - 2008年） - ル・ロゼ校やオックスフォード大学モードリン・カレッジで学び[6]、1938年に短期間IG・ファルベンに入社[18]。母の没落後はアメリカ合衆国に渡り、ニューヨークで美術モデルをして生計を立てた[19]。1942年から1944年までドイツ人強制収容所に抑留、兵役を志願して釈放され、太平洋戦争に従軍[20]。1946年に進駐先の東京でアメリカ国籍を取得[21]。戦後は銀行員として働き、独身[22]のまま死去した。

## 引用・脚注
1. ↑  映画脚本家ジーナ・カウス（ドイツ語版）は、自分の父親マックス・ヴィーナーとルドミラの不倫関係で生まれた娘がシュテファニーだと主張している（シャート、P.16）。ナチス・ドイツ時代の人種法制においてシュテファニーは、実父がリヒターであれば二分の一ユダヤ人（ドイツ語版）、ヴィーナーが実父であれば完全ユダヤ人（volljude）に分類される。
2. ↑  元は伯爵令嬢フランツィスカ・ミトロウスキー・フォン・ミトロヴィッツ（1846年 - 1918年）。クレメンス・フォン・メッテルニヒ侯爵の末息子ロタール・フォン・メッテルニヒ侯子（1837年 - 1904年）の後妻。
3. ↑  シャート、P.18
4. 1 2  シャート、P.22
5. ↑  シャート、P.25
6. 1 2  シャート、P.23
7. ↑  シャート、P.39
8. ↑  シャート、P.37
9. 1 2 3  シャート、P.70
10. ↑  シャート、P.125
11. ↑  シャート、P.126
12. ↑  シャート、P.138
13. ↑  シャート、P.92
14. ↑  シャート、P.116
15. ↑  シュテファニーの母方の叔母の1人は、1942年にテレジエンシュタット強制収容所で死亡した（シャート、P.149）。
16. ↑  シャート、P.199
17. ↑  シャート、P.243
18. ↑  シャート、P.137
19. ↑  シャート、P.184
20. ↑  シャート、P.211
21. ↑  シャート、P.215
22. ↑  シャート、P.245